# Feld-Hainsimse
Die Feld-Hainsimse (Luzula campestris), auch Gewöhnliche Hainsimse, Hasenbrot oder Gemeine Marbel genannt, ist eine Pflanzenart aus der Gattung Hainsimsen (Luzula) innerhalb der Familie der Binsengewächse (Juncaceae).

## Beschreibung

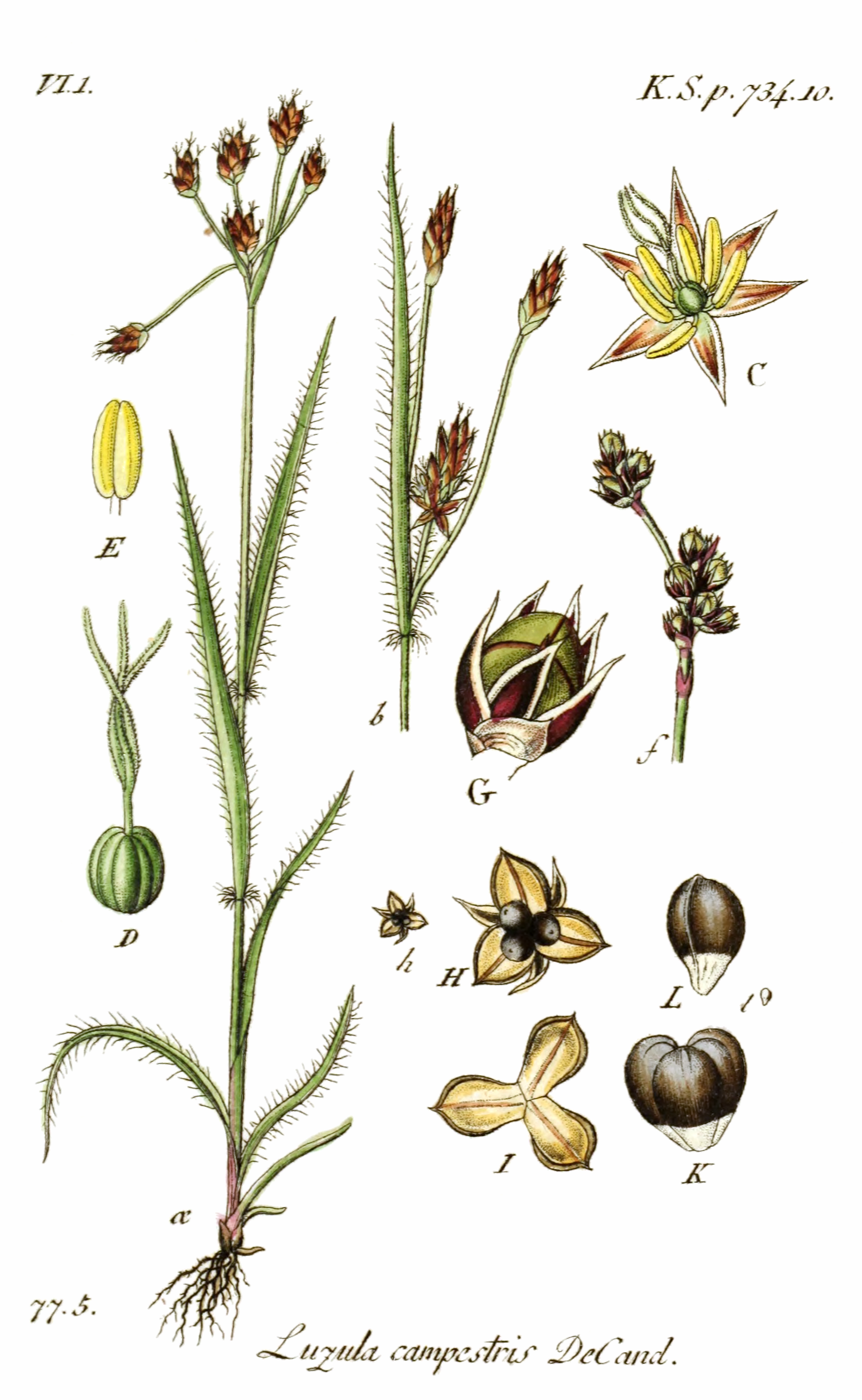
Jacob Sturm: Luzula campestris: Tafel VI.1 77.5 aus Deutschlands Flora in Abbildungen nach der Natur, 1840

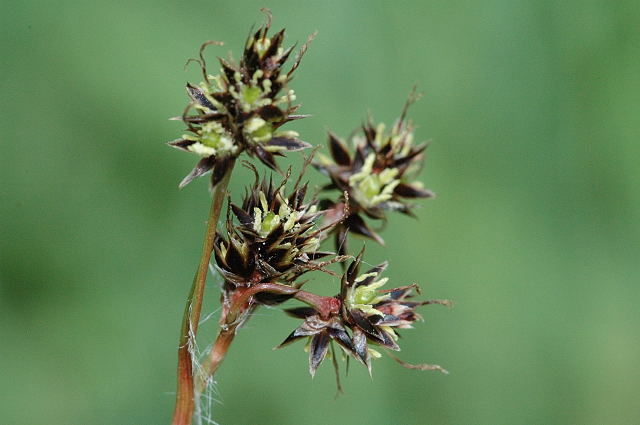
Blütenstand

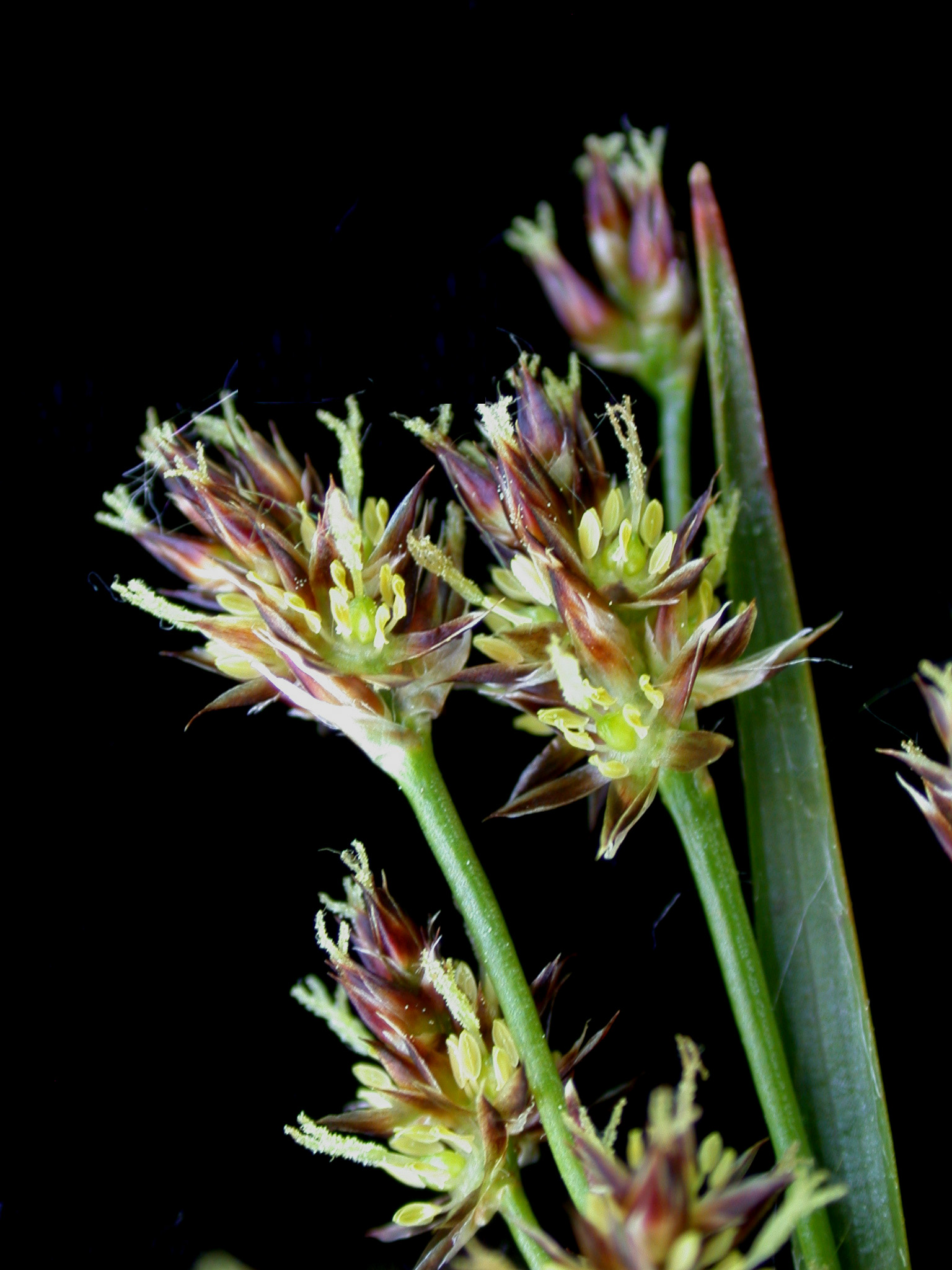
Blüten

### Vegetative Merkmale
Die Feld-Hainsimse ist eine sommergrüne, ausdauernde krautige Pflanze und erreicht Wuchshöhen von 5 bis 30, selten bis zu 40 Zentimetern. Sie breitet sich mit kurzen bis langen unterirdischen Ausläufern mit lockerrasigem Wuchs aus, wobei oft Einzelexemplare weit auseinander stehen. Die aufsteigenden bis aufrechten Stängel sind im Querschnitt rund, glatt und bis oben beblättert. Die grundständigen Blätter sind auf die bleichen oder schmutzig-purpurfarbenen Blattscheiden reduziert. Die Stängelblätter sind grasartig und haben eine enge, an der Öffnung pinselartig lang behaarte Blattscheide. Die einfachen Blattspreiten sind flach, 2 bis 4 Millimeter breit, deutlich kürzer als der Stängel, am Rand dicht weiß bewimpert und am oberen Ende stumpf.

### Generative Merkmale
Der kompakte, aufrechte Blütenstand ist doldenartig und besteht aus zwei bis fünf, selten bis acht sitzenden oder gestielten, kopfigen Ährchen. Die seitlichen Ährchen sind meist deutlich gestielt und zuletzt oft zurückgebogen, während das zentrale Ährchen oft ungestielt ist. Die oberen Stängelblätter sind etwa so lang wie der Blütenstand. Das unterste Tragblatt des Blütenstands ist laubblattartig und meist kürzer als der Blütenstand. Die Ährchen enthalten meist fünf bis zehn (vier bis zu zwölf) Blüten. Die sechs etwa gleich großen Blütenhüllblätter sind bei einer Länge bis zu 3 oder von 3 bis 4 Millimetern lanzettlich mit zugespitztem oberen Ende und rötlich bis braun mit weißem Hautrand. Die Staubbeutel sind zwei- bis sechsmal so lang wie die Staubfäden. Der Griffel ist länger als der Fruchtknoten und endet in drei langen, aufrechten Narben.
Die braune Frucht ist bei einer Länge von 2,5 bis 3 Millimetern etwa so lang wie die Blütenhüllblätter und stumpf-eiförmig mit kurzer Spitze. Die (mit Anhängsel gemessen) 1,6 bis 1,9 Millimeter langen Samen tragen große breite Anhängsel (Elaiosomen). Die Elaiosomen sind frisch halb so lang und getrocknet ein Drittel so lang wie die Samenkörper.
Die Chromosomenzahl beträgt 2n = 12.

## Ökologie und Phänologie
Bei der Feld-Hainsimse handelt es sich um einen Hemikryptophyten.
Die Feld-Hainsimse ist ein Frühblüher und blüht bereits im März und April.
Die langlebigen (über 100 Jahre) Samen mit den  Elaiosomen können von Ameisen ausgebreitet werden (Myrmekochorie) und werden nicht selten von Tieren gefressen (Endozoochorie) oder bleiben auf Grund ihrer leichten Klebwirkung am Fell oder im Gefieder von Tieren haften (Epizoochorie).

## Standortbedingungen

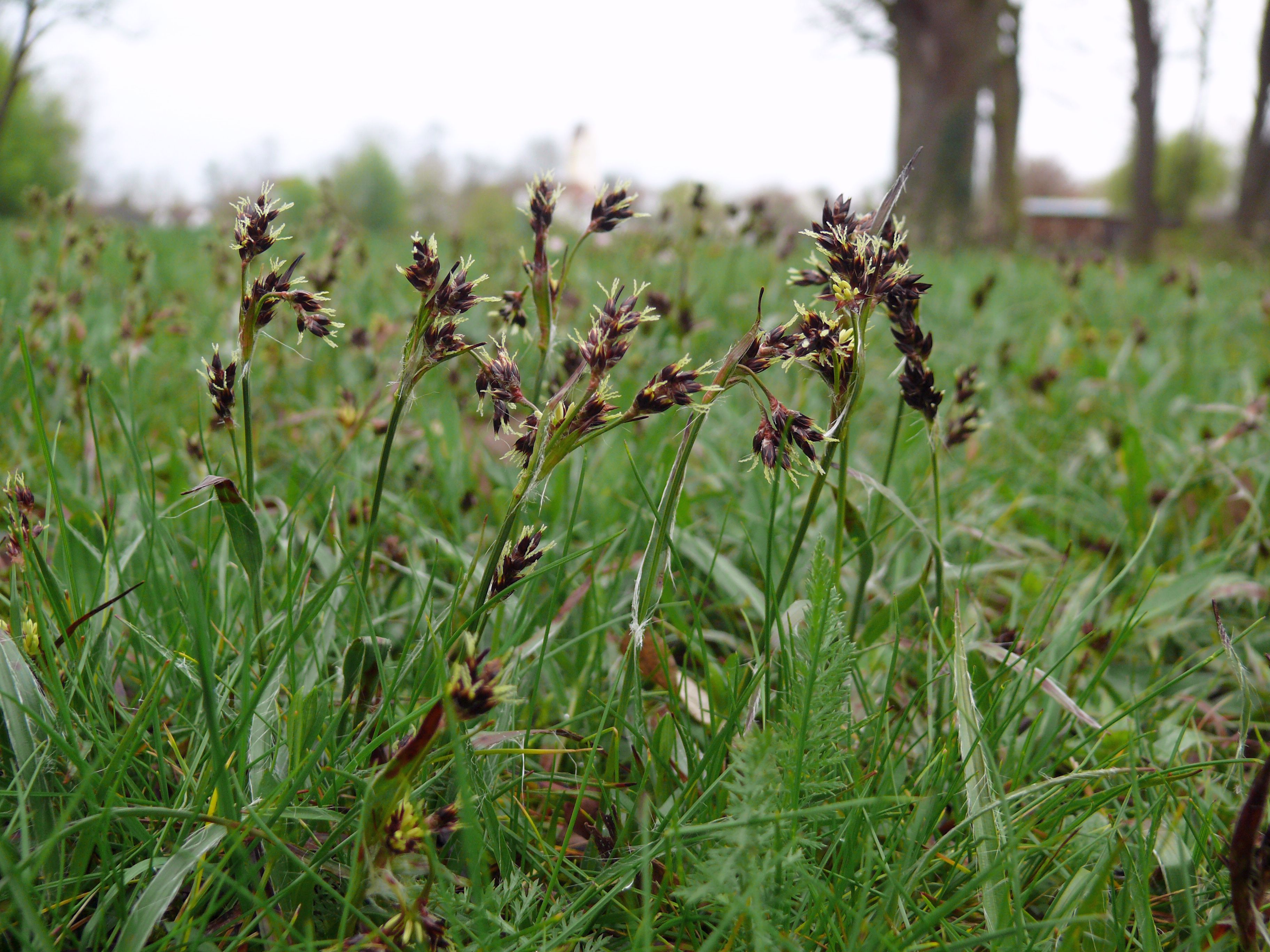
Blühender Bestand

Die Feld-Hainsimse wächst in mäßig trockenen Sand- und Silikatmagerrasen, Frischwiesen und -weiden, Zwergstrauchheiden und Borstgrasrasen, auch in Feuchtwiesen. In den Allgäuer Alpen steigt sie bis zu Höhenlagen von 1300 oder 1400 Metern auf. Bezogen auf den gesamten Alpenraum liegt die Obergrenze der Höhenlage etwa bei 2100 Metern oder 2300 Metern. Sie ist eine schwache Charakterart der Klasse Nardo-Callunetea, kommt aber auch in Pflanzengesellschaften der Ordnung Arrhenatheretalia oder des Verbands Mesobromion vor.
Die Feld-Hainsimse ist eine Halblichtpflanze. Ihr ökologischer Schwerpunkt liegt auf sauren, kalkarmen, stickstoffarmen bis -ärmsten, trockenen bis feuchten Böden. Sie ist ein Versauerungs- und Magerkeitszeiger. Der Boden muss wenigstens oberflächlich kalkfrei sein. Sie ist düngungsempfindlich und wird bei Düngung, Kalkung und intensiver Nutzung durch andere Arten verdrängt. Dadurch ist sie seit den 1990er Jahren weniger häufig als früher, auch wenn sie andererseits in Parkrasen neue Standorte hinzugewonnen hat.
Die ökologischen Zeigerwerte nach Landolt et al. 2010 sind in der Schweiz: Feuchtezahl F = 2+w (frisch aber mäßig wechselnd), Lichtzahl L = 4 (hell), Reaktionszahl R = 2 (sauer), Temperaturzahl T = 3+ (unter-montan und ober-kollin), Nährstoffzahl N = 2 (nährstoffarm), Kontinentalitätszahl K = 3 (subozeanisch bis subkontinental).

## Systematik und Verbreitung
Die Erstveröffentlichung erfolgte 1753 unter dem Namen (Basionym) Juncus campestris durch Carl von Linné in Species Plantarum, Tomus I, Seite 329. Die Neukombination zu Luzula campestris (L.) DC. wurde durch Augustin Pyramus de Candolle in Jean-Baptiste Lamarck und De Candolle: Flore Française, ou Descriptions succinctes de toutes les plantes qui croissent naturellement en France..., 3. Auflage, Band 3, Seite 161 veröffentlicht. Weitere Synonyme für Luzula campestris (L.) DC. sind:  Cyperella campestris (L.) MacMill., Gymnodes campestris (L.) Fourr., Juncoides campestris (L.) Kuntze, Luciola campestris (L.) Sm., Luzula subpilosa V.I.Krecz. & Gontsch. nom. superfl., Luzula vulgaris Buchenau nom. superfl.
Das natürliche Verbreitungsgebiet der Feld-Hainsimse umfasst Europa und das nordwestliche Afrika. Es gibt Fundortangaben für Marokko und Algerien, Portugal, Spanien, Frankreich, Korsika, Sardinien, Italien, die Schweiz, Österreich, Deutschland, die Niederlande, Belgien, Belarus, das europäische Russland, die ehemalige Tschechoslowakei, die Føroyar Inseln, das Vereinigte Königreich, Irland, Dänemark, Schweden, Norwegen, Finnland, die Baltischen Staaten, Polen, Ungarn, das ehemalige Jugoslawien, Rumänien, Albanien, Bulgarien, Griechenland, den europäischen Teil der Türkei sowie die Ukraine. Auf den Azoren, Madeira, Kerguelen, in Neufundland, Neuseeland, Australien, Tasmanien und den Falkland-Inseln ist sie ein Neophyt.
Je nach Autor gibt es etwa zwei Unterarten:
- Luzula campestris (L.) DC. subsp. campestris: Sie kommt von Europa bis ins nordwestliche Afrika vor.[13]
- Luzula campestris P.Monts. subsp. nevadensis P.Monts.: Dieser Endemit kommt nur in Spanien vor und zwar in der Sierra Nevada und der Sierra de Baza in Höhenlagen von 1800 bis 2800[14] oder von 1300 bis 3000[15] Metern. Sie unterscheidet sich in der Chromosomenzahl (2n = 24) von der Nominatsippe, doch lassen sich keine morphologischen Unterschiede zu Pflanzenexemplaren aus anderen Teilen Spaniens erkennen.[14]